# フレンチドレッシング

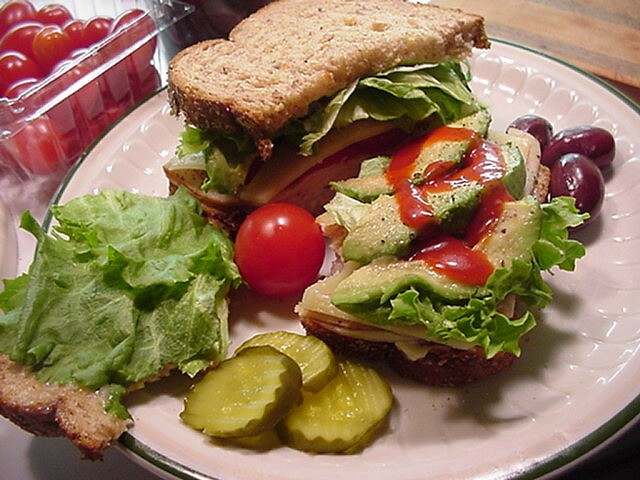
赤いフレンチドレッシングをかけたサンドイッチ

フレンチドレッシング（英語: French dressing）とは、アメリカ合衆国で生まれたサラダドレッシングである。別名「カタリーナ・ドレッシング（Catalina dressing）」。ヴィネグレットに砂糖を加えた「白」と、ケチャップを加えた「赤」の2種類がある。フランスではヴィネグレットに砂糖やケチャップを混ぜる習慣は無い。

## 種類

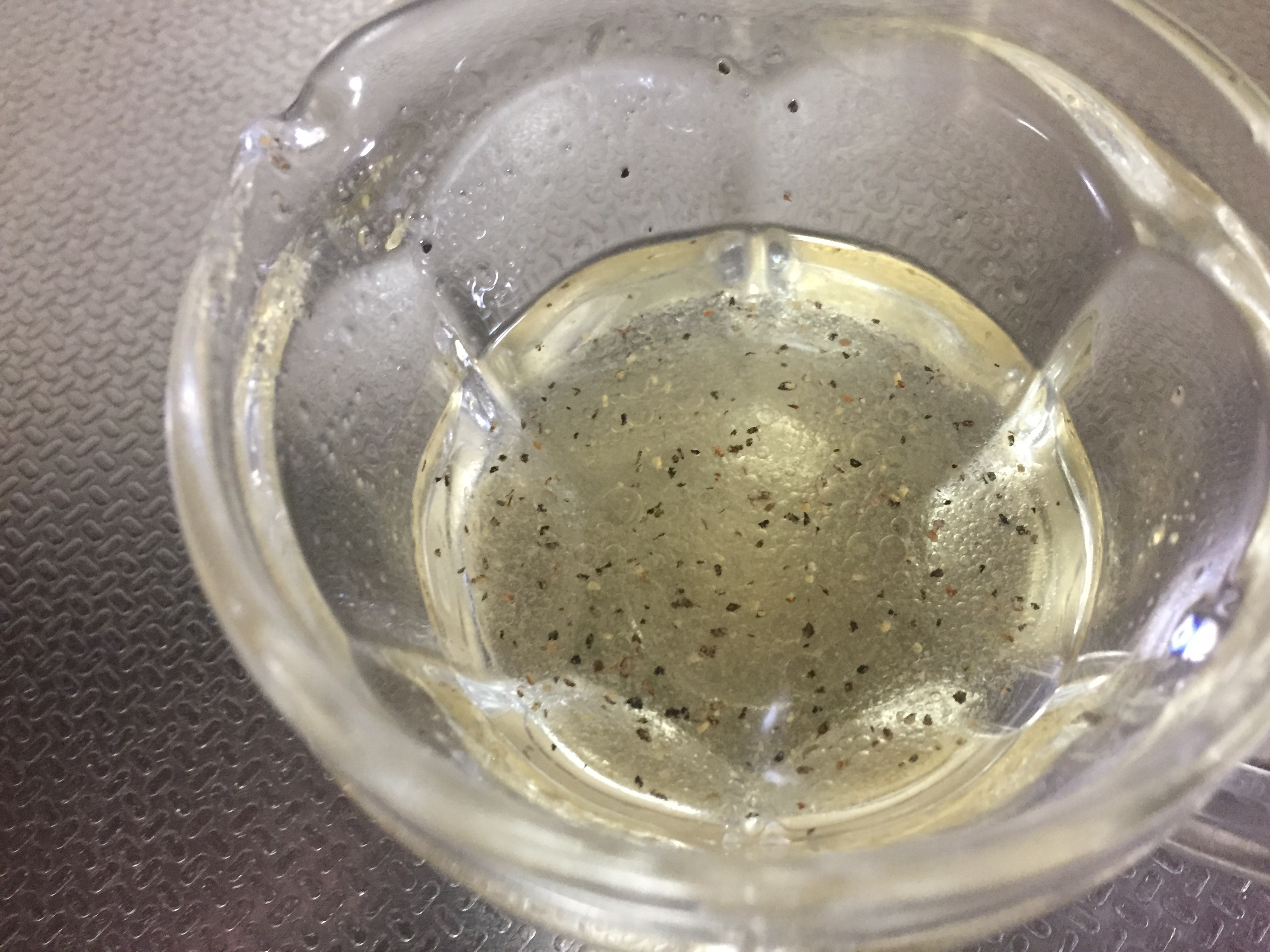
フレンチドレッシングセパレート

フレンチドレッシングには主に3種類ある。
フレンチドレッシング白
乳化タイプのドレッシングである。フレンチドレッシングセパレートに砂糖を加え、よく混ぜると出来上がる。砂糖が入っているため、やや甘い。

フレンチドレッシング赤
乳化タイプのドレッシングである。フレンチドレッシングセパレートにケチャップを加え、よく混ぜ合わせたものである。ややさっぱりとした味わいである。

フレンチドレッシングセパレート
正式名はヴィネグレットソースである。日本では「フレンチドレッシングセパレート」という名称で販売されていることもある。乳化していないタイプで、シンプルなドレッシングである。マリネや他のドレッシングを作る際のベースとして使用することが多い。

## 歴史
古代ローマの時代から、サラダドレッシングには塩、油、酢が使われてきたが、時代が進むにつれ、様々なアレンジが加わり、19世紀になると、アメリカ合衆国で多種多様なサラダドレッシングが考案され、家庭向けの料理本に掲載されるようになった。その中の1つが、フレンチドレッシングである。
アメリカ合衆国中西部では、インディアナ州ヘイズルトンを開拓したルーシャス・フレンチという人の妻が、フレンチドレッシングを考案したという説がある。大変野菜嫌いであったルーシャスは、何度も壊血病にかかりそうになり、彼になんとか野菜を食べさせるために、妻が甘酸っぱいドレッシングを考案したというが、信憑性の薄い仮説である。
日本では、キユーピーが1958年（昭和33年）10月にフレンチドレッシング赤、1959年（昭和34年）8月に白を発売した。
キユーピーフレンチドレッシング赤は、日本で初めて発売されたドレッシングとされている。

## 作り方
1940年代のアメリカ家庭での作り方
材料
- 砂糖：カップに1/3杯
- サラダ油：カップに1/2杯
- 塩：スプーンに1杯
- パプリカ：スプーン1杯

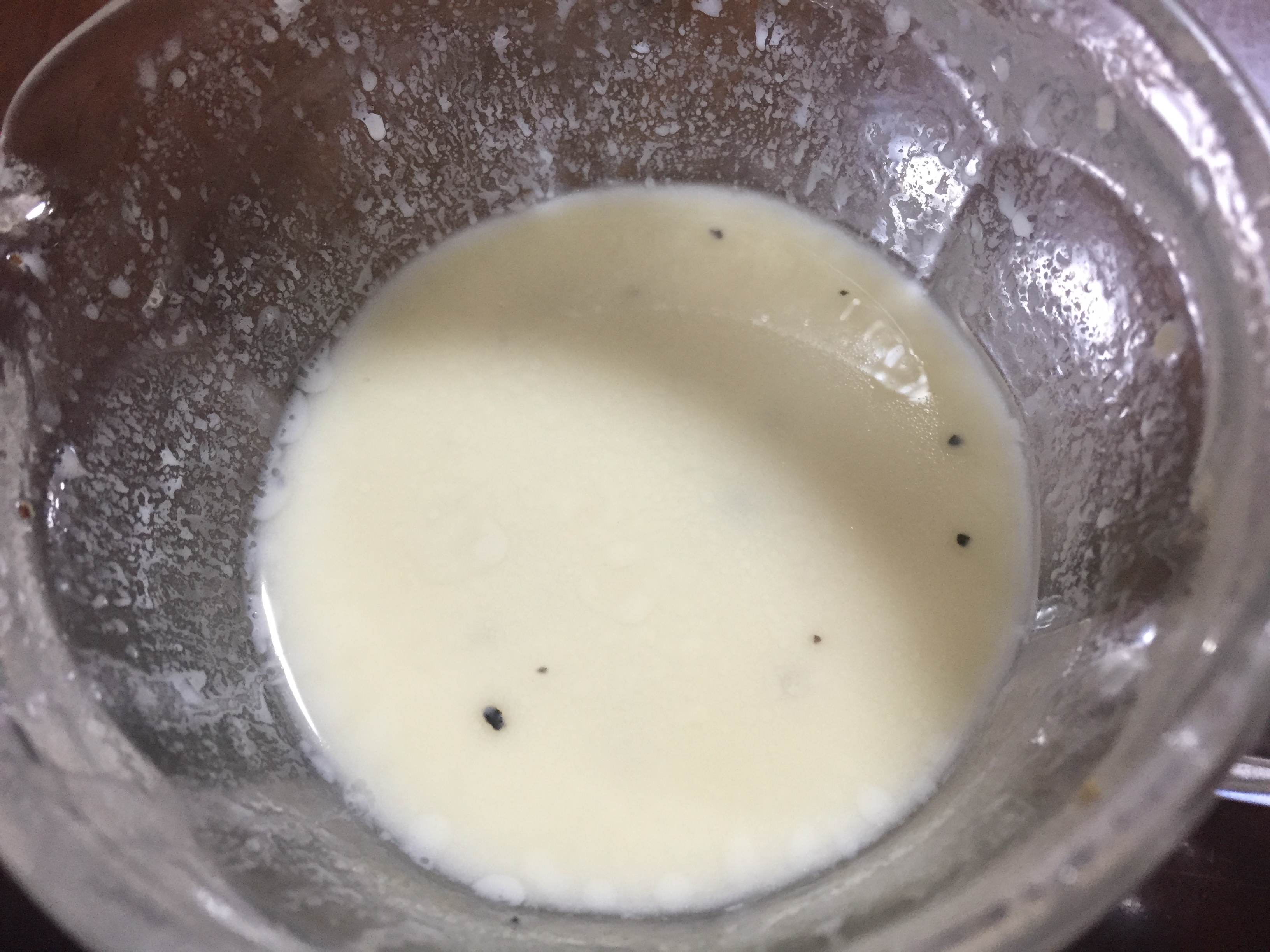
現在日本での一般的な作り方を元に調理したフレンチドレッシング白

- ニンニク：一片またはみじんに刻んだものかニンニクの粉スプーン1杯
- ケチャップ：カップに1/3杯
- 酢：カップに1/4杯
- レモン汁：大匙1杯
- 玉ねぎ：おろしたものを大匙1杯

1. 玉ねぎ、にんにく、ケチャップ、酢、レモン汁を砂糖が溶けるまで材料とよく混ぜ合わせる。
2. 冷蔵庫に入れておく。
3. 使用するときにもう一度よくかき回す。

現代日本での一般的な作り方
材料
- 酢：カップ1/4
- サラダ油：カップ3/4
- 塩：小さじ1/3
- 胡椒：少々
- 辛子：好みで小さじ1/2

1. ボールに酢、塩、こしょう、からしを入れ泡だて器でかき混ぜる。
2. 油を注ぎいれながら泡だて器でよくかき混ぜる。白くとろりとしたら完成。

## 使用例
フレンチドレッシング白
シンプルなサラダによく合う。水っぽいとドレッシングが薄まる為よく水気を切るとよい。

フレンチドレッシング赤
アメリカ合衆国南部（特にミシシッピ州ビロクシ付近）では、ピザにかけて食べる人が多いといわれている。

フレンチドレッシングセパレート
マリネサラダに適している。トマトとの相性が良い。ポテトサラダの下味としても利用できる。